# 近衛教基
近衛 教基（このえ のりもと）は、室町時代中期の公卿。関白・近衛房嗣の一男。官位は従一位・右大臣。後九条と号する。官位は右大臣に至ったが、摂関に昇ることなく早世した。

## 経歴
永享12年（1440年）10月、18歳で元服。6代将軍・足利義教から偏諱を受け、教基と名乗る。同13年（1441年）1月従三位に叙されて公卿に列し、2月右近衛中将に転じる。
以後は文安元年（1444年）11月権大納言、同3年（1446年）1月従二位、同6年（1449年）1月正二位と累進した。宝徳4年（1452年）3月右近衛大将となり、康正元年（1455年）8月内大臣、同3年（1457年）9月右大臣に任じられる。
長禄3年（1459年）1月、従一位に叙されたが、寛正3年（1462年）8月1日悪腫を患って現職のまま薨去。享年40。これは春日大明神の神罰によるものと噂された。教基には男子がおらず、家督は弟・政家が継いだ。

## 系譜
- 父：近衛房嗣（1402-1488）
- 母：家女房播磨局 - 播磨守某女
- 妻：不詳
- 生母不明の子女
  - 女子：某[3]（御霊殿・浄心仁、1459-1487）